# Dirty Vibe
"Dirty Vibe" é uma canção dos produtores musicais estadunidenses Skrillex e Diplo, com a participação dos vocais dos cantores sul-coreanos G-Dragon e CL. Seu lançamento ocorreu em 15 de dezembro de 2014, como o quarto single do álbum de estúdio de estreia de Skrillex, Recess (2014). "Dirty Vibe" alcançou a posição de número dezenove na parada Dance/Electronic Songs da Billboard.

## Vídeo musical
Em 15 de dezembro de 2014, o vídeo musical estreou na página oficial da marca Red Bull.  Mas tarde, seu lançamento ocorreu no Youtube. O vídeo foi dirigido por Lil' Internet.

## Faixas
| Download digital – EP |                                         |         |  |
| N.º                   | Título                                  | Duração |  |
| 1.                    | "Dirty Vibe" (DJ Snake and Aazar Remix) | 3:36    |  |
| 2.                    | "Dirty Vibe" (Habstrakt Remix)          | 5:12    |  |
| 3.                    | "Dirty Vibe" (Jack Beats Re-work)       | 4:01    |  |
| 4.                    | "Dirty Vibe" (Ricky Remedy Remix)       | 3:42    |  |
| Duração total:        | Duração total:                          | 16:31   |  |

## Equipe de produção
- Sonny "Skrillex" Moore – produtor
- Thomas Wesley "Diplo" Pentz – produtor
- G-Dragon – escritor, vocais, rapper
- CL – vocais, rapper

## Desempenho nas tabelas musicais

### Posições
| Tabela musical (2014)                                     | Melhor posição |
| --------------------------------------------------------- | -------------- |
| Estados Unidos (Billboard Dance/Electronic Songs)         | 15             |
| Estados Unidos (Billboard Dance/Electronic Digital Songs) | 21             |
| Estados Unidos (Billboard Twitter Real-Time)              | 9              |